# Ulvsvåg
Ulvsvåg est une localité du comté de Nordland, en Norvège.

## Géographie
Administrativement, Ulvsvåg fait partie de la kommune de Hamarøy.